# حيدر أباد (سميرم)
حيدر أباد هي قرية في مقاطعة سميرم، إيران. يقدر عدد سكانها بـ 74 نسمة بحسب إحصاء 2016.